# フィリピン熱帯医学研究所
熱帯医学研究所（英語: Research Institute for Tropical Medicine, RITM、フィリピン語: Surian sa Pananaliksik ng Medisinang Tropikal）は、フィリピン・モンティンルパを拠点とする研究所。略称はRITM。

## 歴史

### 設立
1980年代初め、フィリピンと日本の政府内の「相互の利害関係者」の間で数年にわたる交渉が行われ、1981年に国際協力事業団（JICA）の無償資金協力という形で、ようやく突破口を開くことに成功した(p5)。
この日本の無償資金協力により、ムンティンルパ州アラバンにある保健省研究所の敷地内に800万ドルの施設が建設された(p5)。マラカナン宮殿は1981年3月25日に大統領令（EO）674号を発し、フィリピン保健省に、フィリピンにおける熱帯医学の基礎および応用研究プログラムを実施するための研究施設を設立し、健康増進と医学研究の両方を推進することを正式に承認した。
集中治療室と手術室を備えた80床の病院を含む施設が、1981年4月23日に発足した(p1)。

### マルコス政権下の問題
マルコス政権時代を通じて、RITMの継続的な運営は日本政府の資金に大きく依存している。1981年から1984年までJICAが約100万米ドル（約1万ペソ）を提供し、さらにRITMの実験動物ラボが設立された1985年には320万ペソの設備を提供している。一方、行政の予算では、1981年から1985年まで年平均約700万ペソがRITMに割り当てられ、主に基本的な運営費と人件費に充てられていた。また、当初は「フィリピン日本熱帯病研究所（Philippine Japan Research Institute for Tropical Diseases）」という名称が提案されていた。
戒厳令時代には地下出版物で批判された。研究所の研究成果がフィリピン国内で発表されず、代わりにJICAに提出されて助成金の要件を満たすだけだったからだ。研究対象者の大半は研究患者で、フィリピンの医療制度は基本的な医療サービスを満たすことが圧倒的に必要だった。
この研究所は、政権の「エディフィス・コンプレックス（Edifice complex）」と呼ばれる、政権の成果を印象的に示すために作られた宣伝プロジェクトと関連づけられるようになったが、当時の実際の開発効果には疑問が残るものであった。多くの複合施設プロジェクトと同様、RITMはマニラにしかなく、フィリピン諸島の他の地域からの市民がアクセスすることは制限されていた。

#### マルコス疑惑
1986年にマルコス政権が退陣すると、こうしたマルコス政権を支える資金提供のあり方が批判され、やがて「マルコス疑惑」と呼ばれるようになった。1986年の日本国会による調査とその結果としての改革は、最終的に1992年にJICA初のODA憲章（開発協力大綱）の制定をもたらした。

### エドゥサ革命後の改革
RITMはアキノ政権に引き継がれ、1986年のエドゥサ革命以降の各政権はJICAと協力してRITMのサービスの改善と拡大を続けてきた。

#### 研究普及活動
1987年までに、RITMは研究成果の普及を重視する新政権の方針を反映し、研究成果を普及させるための付属プログラムを立ち上げ、広報研究普及室を設立するなどの改革を行った。また、研究成果やニュースを掲載した季刊誌を創刊した。また、国際研修センターの設立に向けた取り組みも開始された。

#### フィリピン政府からの資金調達の拡大
1986年2月にマルコスが退陣すると、新政府はRITMに多くの予算を割り当てるようになり、1986年には490万ペソの増額となった。マルコス政権後の最初の予算年度には、RITMに490万ペソの予算が与えられた。1985年の予算より500万ペソ多い。

### 拡大

#### 研究助成金の拡大（1987年）
世界保健機関、米国科学アカデミー（BOSTID）、カナダ国際開発研究センター（International Development Research Center）、オーストラリア国際開発援助局、エドナ・マコーネル・クラーク財団、サノフィ（フランス）、フィリピン保健研究開発評議会からの研究助成により、RITMは従来の下痢性疾患、急性呼吸器感染症、住血吸虫症に重点を置いた研究以外に、エイズ、ハンセン病、肝炎、デング熱、マラリアの研究プログラムを開始した。また、JICAの技術協力プログラムにより、RITMはスタッフの専門性が向上した。

#### 熱帯感染症研修センター（1989年）
1989年、RITM熱帯感染症研修センターが設立された。

#### NIH熱帯医学研究センタープログラム（1991年）
1990年、アメリカ国立衛生研究所（NIH）はRITMに対し、フィリピンにNIH熱帯医学研究センタープログラムを設立することを承認し、1991年2月から5年間の助成を行った。この提携により、RITMはオーストラリアやアメリカの科学者と協力して、マラリア、ハンセン病、住血吸虫症に関連する研究を行うことができるようになった。

#### Biologicals Production Serviceの吸収（2000年）
フィリピンのワクチン研究所である保健省のBiologicals Production Serviceは、2000年11月にRITMに吸収された。

#### バイオセーフティレベル3の実験室（2018年）
RITMは2018年に日本政府からバイオセーフティレベル3の実験室を引き渡され、よりリスクの高い細菌やウイルスの研究を行うための能力を向上させた。

### COVID-19の流行
COVID-19の流行時には、RITMはフィリピンのSARS-CoV-2の疑い例に対する予備検査の場となった。RITMは、フィリピンでのパンデミックの初期に、COVID-19の症例を検査する能力を持つ唯一の検査機関であった。

## 研究所の機能
RITMは、フィリピン保健省およびフィリピン政府のもとで、フィリピンに蔓延する感染症や熱帯病を予防・制御するための研究プログラムを監督・計画し、成功させることを使命としている。これには、医師、看護師、医療技師などの医療専門家が、感染症や治療可能・治癒可能な病気の診断・治療を受ける際に利用するワクチンや薬剤の開発に関わる研究が含まれる。また、熱帯感染症の管理に関して、医療・保健従事者のトレーニングも行っている。フィリピン保健省が提案し、現在利用されている生物学的製剤に関する計画の策定や研究プロジェクトも、生物学的製剤やワクチンの製造を含め、熱帯医学研究所の機能の範囲内である。